# Liisa Salmi
Liisa Salmi (ur. 1 października 1914, zm. 30 sierpnia 2001) – fińska panczenistka, srebrna medalistka mistrzostw świata.

## Kariera
Największy sukces w karierze Liisa Salmi osiągnęła w 1939 roku, kiedy zdobyła srebrny medal podczas mistrzostw świata w wieloboju w Tampere. W zawodach tych rozdzieliła na podium dwie rodaczki: Verné Lesche oraz Laurę Tamminen. Był to jedyny medal wywalczony przez nią na międzynarodowej imprezie tej rangi. W poszczególnych biegach była druga na 500 m, piąta na 3000 m, druga na 1000 m oraz czwarta na dystansie 5000 m. Startowała także na rozgrywanych trzy lata wcześniej mistrzostwach świata w wieloboju w Sztokholmie, jednak nie awansowała do finału.